# IRF2
IRF2‏ (Interferon regulatory factor 2) هوَ بروتين يُشَفر بواسطة جين IRF2 في الإنسان.